# Sport Club Fortuna Köln 1997-1998
Questa voce raccoglie le informazioni riguardanti lo Sport Club Fortuna Köln nelle competizioni ufficiali della stagione 1997-1998.

## Stagione
Nella stagione 1997-1998 il Fortuna Colonia, allenato da Bernd Schuster, concluse il campionato di 2. Bundesliga al 6º posto. In Coppa di Germania il Fortuna Colonia fu eliminato al primo turno dal VfR Mannheim.

## Rosa
| N. |                                 | Ruolo | Calciatore                |
| -- | ------------------------------- | ----- | ------------------------- |
| 3  | Germania (bandiera)             | C     | Marco Zernicke            |
| 13 | Rep. del Congo (bandiera)       | A     | Macchambes Younga-Mouhani |
| 18 | Germania (bandiera)             | D     | Matthias Mink             |
| 20 | Bosnia ed Erzegovina (bandiera) | C     | Ivica Grlić               |
| 23 | Germania (bandiera)             | P     | Andreas Wessels           |
| 1  | Germania (bandiera)             | P     | Wolfgang Wiesner          |
| 15 | Germania (bandiera)             | D     | René Hahn                 |
| 6  | Germania (bandiera)             | D     | Markus Kranz              |
| 4  | Svezia (bandiera)               | D     | Daniel Majstorović        |
| 5  | Germania (bandiera)             | D     | Nico Niedziella           |
| 17 | Germania (bandiera)             | D     | Hans-Jörg Schneider       |
| 14 | Germania (bandiera)             | D     | Oliver Westerbeek         |
| 10 | Ghana (bandiera)                | C     | Charles Akonnor           |

| N. |                                 | Ruolo | Calciatore        |
| -- | ------------------------------- | ----- | ----------------- |
| 26 | Bosnia ed Erzegovina (bandiera) | C     | Hajrudin Catic    |
| 2  | Germania (bandiera)             | C     | Dirk de Wit       |
| 21 | Paesi Bassi (bandiera)          | C     | Giovanni Misaine  |
| 12 | Germania (bandiera)             | C     | Jürgen Niggemann  |
| 22 | Germania (bandiera)             | C     | Olaf Renn         |
| 27 | Germania (bandiera)             | C     | Heiko Scholz      |
| 8  | Germania (bandiera)             | C     | Rainer Schütterle |
| 7  | Slovenia (bandiera)             | C     | Aleš Turk         |
| 11 | Germania (bandiera)             | A     | Thomas Brdarić    |
| 16 | Germania (bandiera)             | A     | Christoph Dengel  |
| 9  | Germania (bandiera)             | A     | Rainer Krieg      |
| 19 | Germania (bandiera)             | A     | Edgar Schmitt     |

## Organigramma societario
Area tecnica
- Allenatore: Bernd Schuster
- Allenatore in seconda:
- Preparatore dei portieri: Walter Junghans
- Preparatori atletici:

## Calciomercato

### Sessione estiva
| Acquisti | Acquisti          | Acquisti    | Acquisti |
| R.       | Nome              | da          | Modalità |
| -------- | ----------------- | ----------- | -------- |
| C        | Aleš Turk         | Celje       |          |
| C        | Ivica Grlić       | Monaco 1860 |          |
| C        | Rainer Schütterle | Ried        |          |
| D        | Oliver Westerbeek | Duisburg    |          |

| Cessioni | Cessioni            | Cessioni         | Cessioni |
| R.       | Nome                | a                | Modalità |
| -------- | ------------------- | ---------------- | -------- |
| C        | Rachid Azzouzi      | Greuther Fürth   |          |
| C        | Antoine Hey         | Birmingham City  |          |
| C        | Jörg Lipinski       | RW Oberhausen    |          |
| C        | Dirk Lottner        | Bayer Leverkusen |          |
| C        | Christiaan Pförtner | Sandhausen       |          |
| D        | Jürgen Radschuweit  | Uerdingen 05     |          |

### Sessione invernale
| Acquisti | Acquisti                  | Acquisti                   | Acquisti |
| R.       | Nome                      | da                         | Modalità |
| -------- | ------------------------- | -------------------------- | -------- |
| D        | Daniel Majstorović        | Brommapojkarna             |          |
| C        | Giovanni Misaine          | Fortuna Colonia (juniores) |          |
| C        | Heiko Scholz              | Werder Brema               |          |
| A        | Macchambes Younga-Mouhani | Fortuna Düsseldorf         |          |

| Cessioni | Cessioni      | Cessioni | Cessioni |
| R.       | Nome          | a        | Modalità |
| -------- | ------------- | -------- | -------- |
| C        | Holger Broich | Bocholt  |          |

## Risultati

### 2. Bundesliga

#### Girone di andata
| Arbitro: | Zerr |

|                             |           |  |
| Wollitz 3’ (rig.) Wedau 26’ | Marcatori |  |

| Arbitro: | Wack |

|                       |           |                        |
| Schmitt 38’ Krieg 77’ | Marcatori | 3’ Stendel 49’ Schulte |

| Arbitro: | Kadach |

|  |           |             |
|  | Marcatori | 53’ Schmitt |

| Arbitro: | Meyer |

|                   |           |           |
| Schmitt 3’ (rig.) | Marcatori | 10’ Weigl |

| Arbitro: | Frey |

|           |           |            |
| Mason 51’ | Marcatori | 86’ Dengel |

| Arbitro: | Malbranc |

|                |           |           |
| Krieg 43’, 85’ | Marcatori | 63’ Klopp |

| Arbitro: | Lange |

|  |           |           |
|  | Marcatori | 64’ Krieg |

| Arbitro: | Salver |

|                      |           |                         |
| Brdarić 40’ Mink 87’ | Marcatori | 26’ Weidemann 45’ Flock |

| Arbitro: | Schößling |

|  |           |                           |
|  | Marcatori | 72’, 81’ Tare 77’ Istenič |

| Arbitro: | Wendorf |

|                                       |           |                            |
| Sané 19’, 69’ Ristau 25’ Dikhtiar 74’ | Marcatori | 37’ Akonnor 51’ Schütterle |

| Arbitro: | Neis |

|                        |           |                    |
| Brdarić 5’ Akonnor 89’ | Marcatori | 44’ Carl 65’ Marić |

| Arbitro: | Dörr |

|            |           |           |
| Amadou 62’ | Marcatori | 89’ Grlić |

| Arbitro: | Hilmes |

|  |           |           |
|  | Marcatori | 70’ Kurth |

| Arbitro: | Hauer |

|                                          |           |                       |
| Frontzeck 26’ Iashvili 75’ Weißhaupt 77’ | Marcatori | 11’ Krieg 54’ Brdarić |

| Arbitro: | Kammerer |

|                         |           |  |
| Akonnor 85’ Brdarić 86’ | Marcatori |  |

| Arbitro: | Weiner |

|             |           |                   |
| Brdarić 32’ | Marcatori | 70’ Weber 82’ Epp |

| Arbitro: | Kinhöfer |

|                     |           |                                     |
| Gerstner 34’ (rig.) | Marcatori | 10’ Schneider 22’ Akonnor 73’ Krieg |

#### Girone di ritorno
| Arbitro: | Lange |

|                       |           |                            |
| Krieg 52’, 66’ (rig.) | Marcatori | 31’ Müller 54’ van der Ven |

| Arbitro: | Fleischer |

|                  |           |                       |
| Stendel 51’, 83’ | Marcatori | 13’ Brdarić 53’ Krieg |

| Arbitro: | Byernetzky |

|                    |           |              |
| Krieg 57’ Renn 63’ | Marcatori | 87’ Ahanfouf |

| Fürth 8 marzo 1998, ore 15:00 CET 21ª giornata | Greuther Fürth | 0 – 0 referto | Fortuna Colonia | Playmobil-Stadion (6 100 spett.)\| Arbitro: \| Strampe \| |
| Arbitro:                                       | Strampe        |               |                 |                                                           |

| Arbitro: | Dörr |

|                 |           |           |
| Majstorović 64’ | Marcatori | 78’ Marin |

| Arbitro: | Kammerer |

|                      |           |                         |
| Demandt 5’ Hayer 79’ | Marcatori | 54’ Brdarić 57’ Akonnor |

| Arbitro: | Wezel |

|                                                           |           |                                |
| Krieg 10’ Brdarić 12’ Younga-Mouhani 16’, 49’ Akonnor 83’ | Marcatori | 56’ (rig.) Hermel 71’ Rajamäki |

| Arbitro: | Hufgard |

|                  |           |  |
| Meyer 39’ (rig.) | Marcatori |  |

| Arbitro: | Werthmann |

|                          |           |                                |
| Leśniak 37’ Niestroj 47’ | Marcatori | 18’ Grlić 73’ Renn 85’ Akonnor |

| Arbitro: | Sippel |

|                                             |           |                          |
| Zernicke 32’ Brdarić 58’ Younga-Mouhani 76’ | Marcatori | 64’ (rig.), 78’ Feinbier |

| Arbitro: | Wack |

|             |           |                  |
| Malchow 35’ | Marcatori | 72’ (rig.) Krieg |

| Arbitro: | Kadach |

|                        |           |  |
| Krieg 23’ Zernicke 50’ | Marcatori |  |

| Arbitro: | Schütz |

|           |           |           |
| Kurth 66’ | Marcatori | 28’ Krieg |

| Arbitro: | Fleischer |

|  |           |                       |
|  | Marcatori | 64’ Pavlin 76’ Müller |

| Arbitro: | Stark |

|               |           |                                             |
| Wohlfarth 29’ | Marcatori | 30’, 38’ Grlić 45’ Younga-Mouhani 78’ Krieg |

| Arbitro: | Byernetzky |

|  |           |                                         |
|  | Marcatori | 38’ Cramer 50’ Schneider 76’ Holetschek |

| Arbitro: | Meyer |

|                                                     |           |                         |
| Sobotzik 55’, 59’ Gebhardt 70’ Bindewald 80’ (rig.) | Marcatori | 54’, 90’ Younga-Mouhani |

### Coppa di Germania
| Arbitro: | Fandel |

|                                                                   |           |                       |
| Dakić 6’, 68’ Hohmann 43’ Lutz 47’, 85’ Karamehmedović 70’ (rig.) | Marcatori | 11’ Schmitt 73’ Krieg |

## Statistiche

### Statistiche di squadra
| Competizione      | Punti | In casa | In casa | In casa | In casa | In casa | In casa | In trasferta | In trasferta | In trasferta | In trasferta | In trasferta | In trasferta | Totale | Totale | Totale | Totale | Totale | Totale | DR |
| Competizione      | Punti | G       | V       | N       | P       | Gf      | Gs      | G            | V            | N            | P            | Gf           | Gs           | G      | V      | N      | P      | Gf     | Gs     | DR |
| ----------------- | ----- | ------- | ------- | ------- | ------- | ------- | ------- | ------------ | ------------ | ------------ | ------------ | ------------ | ------------ | ------ | ------ | ------ | ------ | ------ | ------ | -- |
| 2. Bundesliga     | 46    | 17      | 6       | 6       | 5       | 27      | 27      | 17           | 5            | 7            | 5            | 26           | 26           | 34     | 11     | 13     | 10     | 53     | 53     | 0  |
| Coppa di Germania | -     | 0       | 0       | 0       | 0       | 0       | 0       | 1            | 0            | 0            | 1            | 2            | 6            | 1      | 0      | 0      | 1      | 2      | 6      | -4 |
| Totale            | 46    | 17      | 6       | 6       | 5       | 27      | 27      | 18           | 5            | 7            | 6            | 28           | 32           | 35     | 11     | 13     | 11     | 55     | 59     | -4 |

### Andamento in campionato
| Giornata  | 1  | 2  | 3  | 4 | 5 | 6 | 7 | 8 | 9 | 10 | 11 | 12 | 13 | 14 | 15 | 16 | 17 | 18 | 19 | 20 | 21 | 22 | 23 | 24 | 25 | 26 | 27 | 28 | 29 | 30 | 31 | 32 | 33 | 34 |
| --------- | -- | -- | -- | - | - | - | - | - | - | -- | -- | -- | -- | -- | -- | -- | -- | -- | -- | -- | -- | -- | -- | -- | -- | -- | -- | -- | -- | -- | -- | -- | -- | -- |
| Luogo     | T  | C  | T  | C | T | C | T | C | C | T  | C  | T  | C  | T  | C  | C  | T  | C  | T  | C  | T  | C  | T  | C  | T  | T  | C  | T  | C  | T  | C  | T  | C  | T  |
| Risultato | P  | N  | V  | N | N | V | V | N | P | P  | N  | N  | P  | P  | V  | P  | V  | N  | N  | V  | N  | N  | N  | V  | P  | V  | V  | N  | V  | N  | P  | V  | P  | P  |
| Posizione | 17 | 15 | 10 | 8 | 8 | 6 | 6 | 5 | 7 | 11 | 11 | 12 | 13 | 16 | 11 | 10 | 12 | 12 | 12 | 11 | 11 | 10 | 10 | 10 | 11 | 8  | 7  | 6  | 6  | 6  | 7  | 6  | 6  | 6  |

Legenda:

Luogo: C = Casa; T = Trasferta. Risultato: V = Vittoria; N = Pareggio; P = Sconfitta.

### Statistiche dei giocatori
| Giocatore         | 2. Bundesliga | 2. Bundesliga | 2. Bundesliga | 2. Bundesliga | Coppa di Germania | Coppa di Germania | Coppa di Germania | Coppa di Germania | Totale   | Totale | Totale      | Totale     |
| Giocatore         | Presenze      | Reti          | Ammonizioni   | Espulsioni    | Presenze          | Reti              | Ammonizioni       | Espulsioni        | Presenze | Reti   | Ammonizioni | Espulsioni |
| ----------------- | ------------- | ------------- | ------------- | ------------- | ----------------- | ----------------- | ----------------- | ----------------- | -------- | ------ | ----------- | ---------- |
| C. Akonnor        | 30            | 7             | 5             | 1             | 1                 | 0                 | 1                 | 0                 | 31       | 7      | 6           | 1          |
| T. Brdarić        | 30            | 9             | 8             | 0             | 1                 | 0                 | 0                 | 0                 | 31       | 9      | 8           | 0          |
| H. Catic          | 11            | 0             | 3             | 0             | 0                 | 0                 | 0                 | 0                 | 11       | 0      | 3           | 0          |
| C. Dengel         | 5             | 1             | 0             | 0             | 0                 | 0                 | 0                 | 0                 | 5        | 1      | 0           | 0          |
| I. Grlić          | 28            | 4             | 9             | 1             | 1                 | 0                 | 0                 | 0                 | 29       | 4      | 9           | 1          |
| R. Hahn           | 16            | 0             | 2             | 0             | 1                 | 0                 | 0                 | 0                 | 17       | 0      | 2           | 0          |
| M. Kranz          | 13            | 0             | 3             | 1             | 1                 | 0                 | 0                 | 0                 | 14       | 0      | 3           | 1          |
| R. Krieg          | 31            | 15            | 5             | 0             | 1                 | 1                 | 0                 | 0                 | 32       | 16     | 5           | 0          |
| D. Majstorović    | 17            | 1             | 4             | 1             | 0                 | 0                 | 0                 | 0                 | 17       | 1      | 4           | 1          |
| M. Mink           | 25            | 1             | 5             | 1             | 0                 | 0                 | 0                 | 0                 | 25       | 1      | 5           | 1          |
| G. Misaine        | 0             | 0             | 0             | 0             | 0                 | 0                 | 0                 | 0                 | 0        | 0      | 0           | 0          |
| N. Niedziella     | 11            | 0             | 3             | 0             | 1                 | 0                 | 1                 | 0                 | 12       | 0      | 4           | 0          |
| J. Niggemann      | 12            | 0             | 0             | 0             | 0                 | 0                 | 0                 | 0                 | 12       | 0      | 0           | 0          |
| O. Renn           | 29            | 2             | 1             | 0             | 0                 | 0                 | 0                 | 0                 | 29       | 2      | 1           | 0          |
| E. Schmitt        | 14            | 3             | 2             | 0             | 1                 | 1                 | 0                 | 0                 | 15       | 4      | 2           | 0          |
| H. Schneider      | 22            | 1             | 6             | 1             | 0                 | 0                 | 0                 | 0                 | 22       | 1      | 6           | 1          |
| H. Scholz         | 9             | 0             | 0             | 0             | 0                 | 0                 | 0                 | 0                 | 9        | 0      | 0           | 0          |
| R. Schütterle     | 14            | 1             | 3             | 0             | 1                 | 0                 | 1                 | 0                 | 15       | 1      | 4           | 0          |
| A. Turk           | 22            | 0             | 2             | 0             | 1                 | 0                 | 0                 | 0                 | 23       | 0      | 2           | 0          |
| A. Wessels        | 30            | 0             | 5             | 0             | 1                 | 0                 | 0                 | 0                 | 31       | 0      | 5           | 0          |
| O. Westerbeek     | 28            | 0             | 6             | 0             | 1                 | 0                 | 0                 | 0                 | 29       | 0      | 6           | 0          |
| W. Wiesner        | 4             | 0             | 0             | 0             | 0                 | 0                 | 0                 | 0                 | 4        | 0      | 0           | 0          |
| M. Younga-Mouhani | 17            | 6             | 2             | 0             | 0                 | 0                 | 0                 | 0                 | 17       | 6      | 2           | 0          |
| M. Zernicke       | 29            | 2             | 11            | 0             | 1                 | 0                 | 0                 | 0                 | 30       | 2      | 11          | 0          |
| D. de Wit         | 5             | 0             | 0             | 0             | 0                 | 0                 | 0                 | 0                 | 5        | 0      | 0           | 0          |